# Besamanos

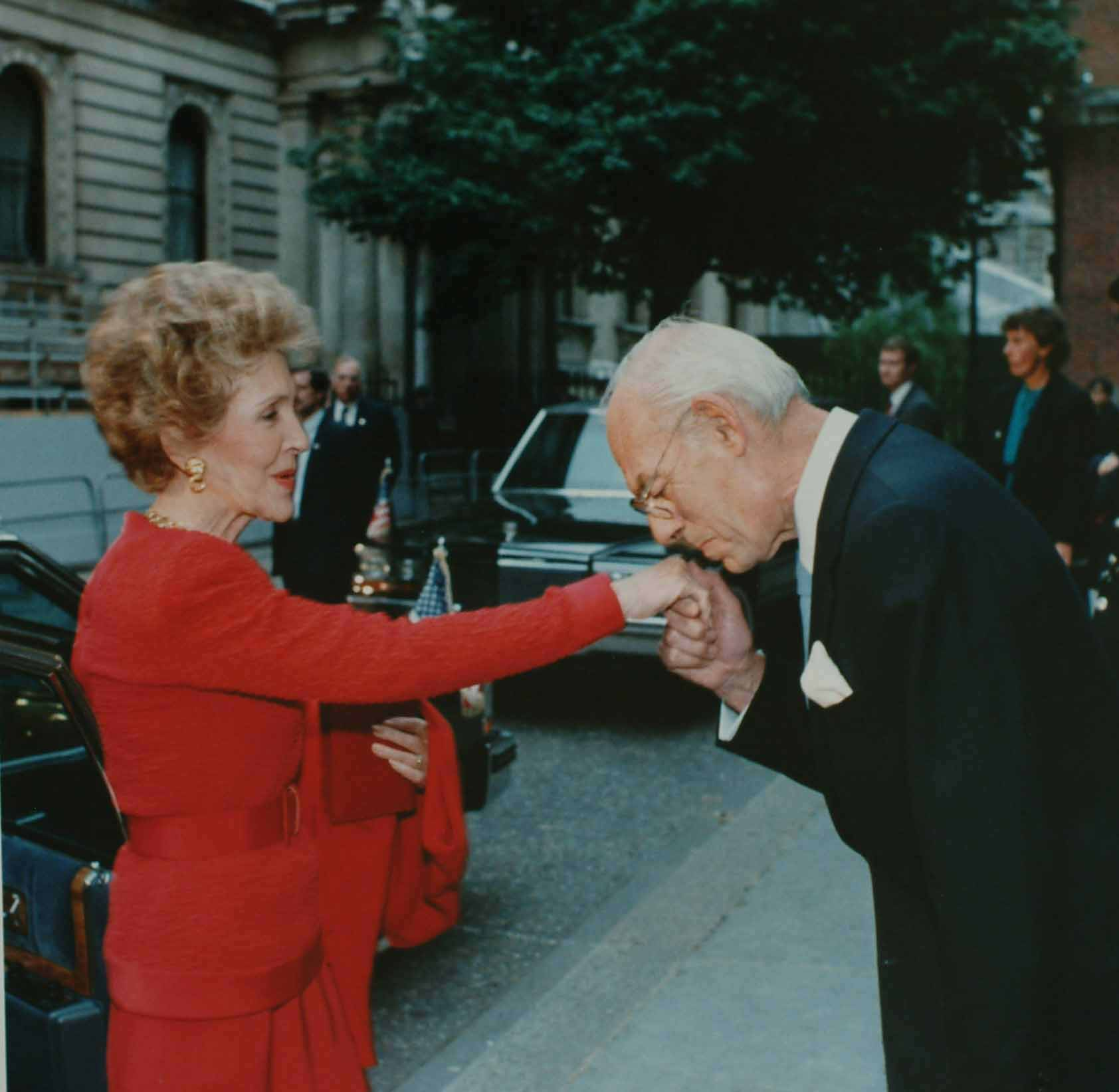
Denis Thatcher besando la mano de Nancy Reagan en 1988

Se llama besamanos a un modo de saludar a las mujeres que consiste en tomar su mano derecha y acercarla a la boca en ademán de besarla. Se trata de un acto galante en el que el hombre debe inclinarse ligeramente sobre la mano de la dama a la vez que la levanta de manera firme pero delicada. 
En sentido parecido, se llama besamanos al acto en que concurren a besar la mano del rey y de las personas de su familia los funcionarios y las personas de corte. Antiguamente, también se daba este nombre a la recepción oficial que hacían las autoridades de provincia en determinados días llamados de corte.

## Historia

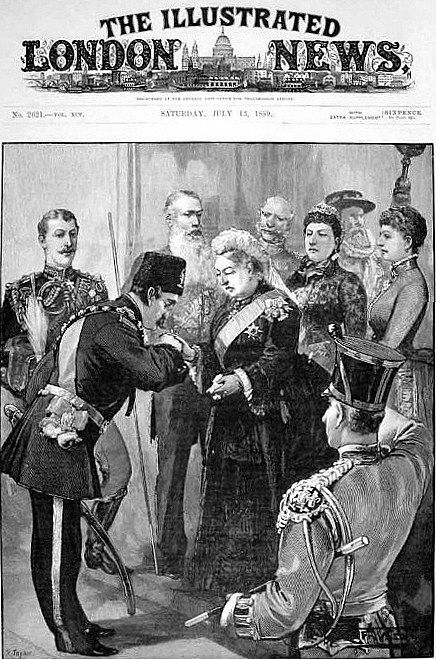
Beso de Naseredín a la Reina Victoria en 1889.

El besamanos es un acto público por el cual se muestra sumisión y respeto a los reyes y príncipes y su origen viene sin duda de Oriente, cada uno de cuyos pueblos lo practicaba a su manera. Los hebreos lo hacían postrándose a los pies del príncipe unas veces, arrodillándose otras no más e inclinando siempre la cabeza al mismo tiempo.
Ciro introdujo entre los persas la costumbre de arrodillarse y postrarse a los pies del monarca, hiriendo al mismo tiempo la tierra con la frente y besándola, homenaje altamente depresivo, que el ateniense Conón y el filósofo Calistenes rehusaron prestar el uno a Artajerjes II y el otro a Alejandro el Grande como un acto que degrada la especie humana cuando no va dirigido a la divinidad.
Los griegos y romanos tributaban a sus reyes y emperadores un homenaje especial: se arrodillaban a los pies del príncipe y después de haber tocado ligeramente con la mano su traje de púrpura, la retiraban y la acercaban a la boca.
De la acción de llevar la mano a la boca, manum ad os admovere y de besarla luego, se formó la palabra adoración; ad os, a la boca. Y con esta acción se ha acostumbrado expresar de tiempo inmemorial la veneración o respeto hacia alguna cosa o persona, uso que es todavía general en Oriente y que entre nosotros es muy común.
Nuestra atenta frase "beso a usted la mano", acompañada de la acción de saludar, acercando y retirando alternativamente la mano de la boca, no tiene otro origen que éste. Por esto adorar, en lenguaje oriental equivale muchas veces no más que a venerar, respetar, saludar y las señales exteriores de respeto varían según el objeto a que se dirigen e intención y carácter de los que las hacen.

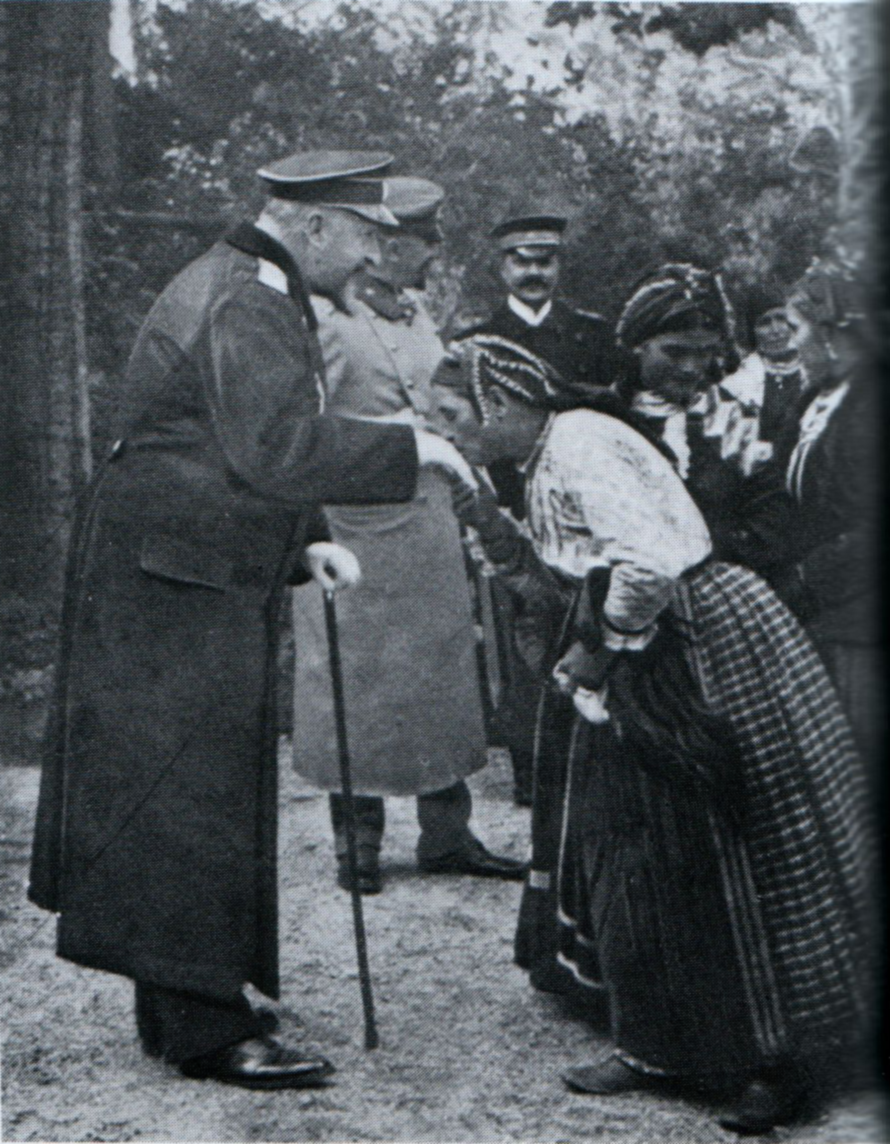
Campesina besa la mano a Fernando de Bulgaria en 1916

Los romanos besaban su propia mano y la extendían luego hacia las estatuas de sus divinidades, de los emperadores y de aquellas otras personas que querían honrar y lo mismo hacían al pasar por delante de sus templos y a veces de los palacios o residencias de sus soberanos, adorando o saludando con esta acción o la divinidad o príncipe que suponían residía en ellos cuyo acto se espresaba con la fórmula: á facie jactare manus, o bien con la de jactare basia et oscula.
Los cantores, los pantomimos, etc., al presentarse en la escena saludaban al pueblo romano con la fórmula descrita, doblando al mismo tiempo la rodilla izquierda al inclinarse.
El acto de besar la mano del Príncipe, considerado como un favor real, estuvo también en uso y desde muy antiguo en la corte de los Sultanes; uso que se interrumpió con motivo de la muerte de Amurates I por un soldado serbio que, bajo pretexto de besar la mano al Emperador, se acercó a él y le asesinó. Desde entonces cesó aquella costumbre y en lugar de besar la mano del Gran Señor se besaba una larga manga de un traje especial, no permitiéndose que nadie se acercase a hablarle, ni aun los embajadores de las potencias amigas. Estos lo hacían por conducto del Gran Visir o Primer ministro, cuya costumbre fue variando desde que volvió el Sultán a hablar directamente a los diplomáticos, en tiempo del embajador francés M. de Vergennes.
En Rusia el besamanos de palacio estaba solo reservado a la Emperatriz y en pocos y solemnes días como el primero del año. En este país, lo mismo que en algunos puntos de Italia, al encontrarse con una señora conocida la etiqueta exigía que se la tomara la mano con respeto y se la besara, en respuesta, la señora solía corresponder con una pequeña inclinación de cuerpo y un beso en el carrillo o a lo menos el ademán de darlo.
El besamanos en estilo feudal indicaba un homenaje del vasallo a su señor de que se reconocía dependiente y al que juraba obediencia. Como una prueba de esta sujeción de vasallaje el súbdito estaba obligado a besar la mano de su señor, osculum fidelitatis, pero a las mujeres se les permitía besar en el rostro. Si el señor se hallaba ausente en el acto en que debía prestarse el homenaje, la ceremonia se practicaba en el umbral de la puerta del castillo y el beso se daba en este caso a la aldaba de la puerta de todo lo cual se levantaba el correspondiente testimonio.

## Uso religioso

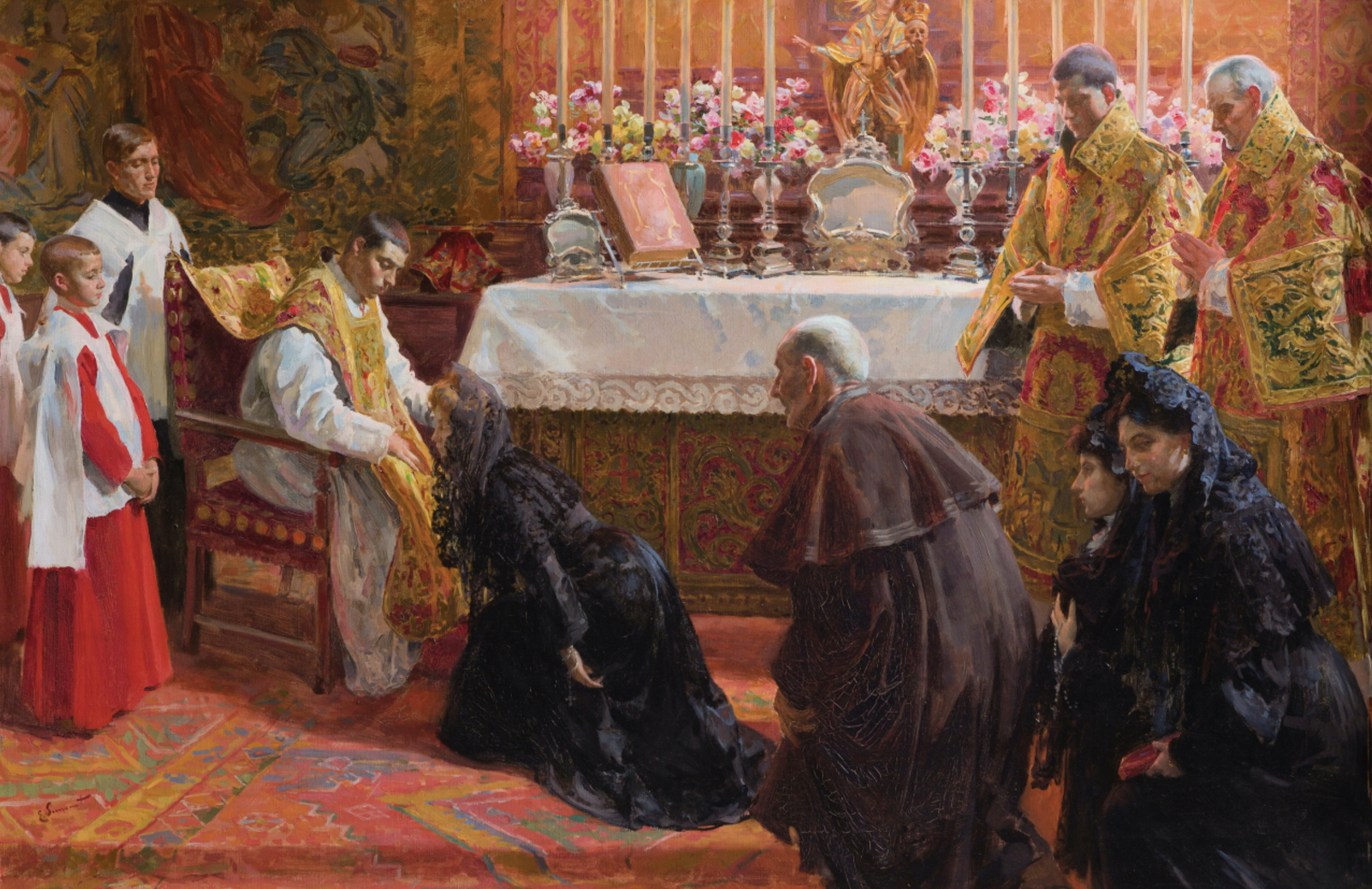
La primera misa (1907) de Enrique Simonet.

En la Iglesia Católica, un encuentro con el Papa o con un cardenal, o con un prelado inferior, implica besar el anillo en la mano derecha. Si bien esta práctica ya no es obligatoria en la actualidad, algunos católicos devotos combinan el beso de manos con arrodillarse sobre la rodilla izquierda como expresión de respeto filial por un alto prelado. A veces el gesto de besar la mano puede ser acompañado por el sacerdote con una bendición impartida con la otra mano. Además, en la Iglesia Católica es tradicional que los laicos besen las manos de un presbítero y particularmente cuando acaba de ser ordenado y después de su primera misa, como signo de veneración del crisma utilizado en los ritos explicativos de ordenación y del Santísimo Sacramento sostenido en las manos del nuevo sacerdote durante la misa. Durante la Misa Tridentina, los monaguillos o clérigos de clase baja suelen besar la mano derecha del celebrante cuando le ofrecen un objeto.

## El besamanos en Castilla

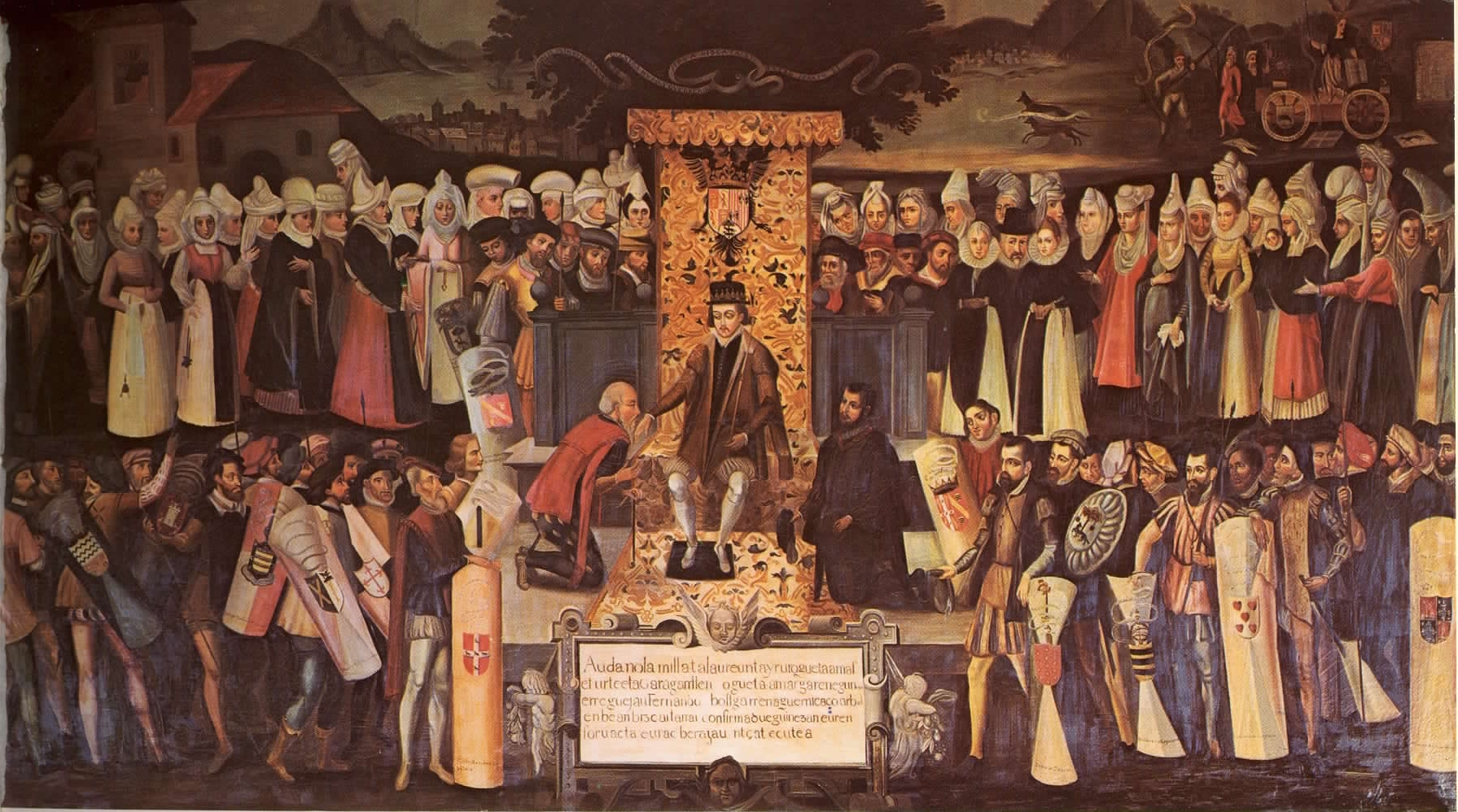
Besamanos de Fernando el Católico en 1476

La partida 4ª, tít. 25, ley 4.a, dice: 
Vasallo se puede hacer un hombre de otro según la antigua costumbre de España otorgándose por vasallo, é besándole la mano por reconocimiento de señorío.
Por la ley siguiente estaba prevenido que: 
Al rey tan bien ricos hombres como los otros de su señorío son tenudos de besar la mano.
La 19 del tít. 13 de la partida 2.a había dicho antes: 
Sepultado que sea el rey deben los principales personajes del reino venir al rey nuevo, besándole el pie é la mano en conocimiento de señorío y faciendo otra humildad según costumbre de la tierra.
En la citada ley 5.a del mismo título 25 de la referida Partida 4.a se dispone también que el vasallo ha de besar la mano a su señor cuando éste le haga caballero y le ciña la espada y cuando se despida de él: 
en estos casos, y no en otros (continúa la ley), debe también besársela al rico-hombre. Pero al rey, añade, son todos obligados a besársela, así en dichos casos como en los de pasar de un lugar a otro y recibirle; y de volver a su casa y partirse de ella, y cuando los diere ó prometa hacer alguna merced.
Siguió esa práctica en España en los siglos siguientes a la publicación de estas leyes no sólo en la gran ceremonia del advenimiento de los reyes al trono sino también como ahora se acostumbra, en las ocasiones comunes de cumpleaños, sus días, etc., como un obsequio ordinario con el monarca.
Parece que la primera excepción que se encuentra, según observa Clemencín, es la del príncipe don Carlos, hijo de Felipe II, el cual en la ceremonia de su jura, el año 1560 no consintió que le besaran la mano los prelados del reino, sin embargo de que se la besaron los grandes y su mismo tío don Juan de Austria. Desde entonces, Felipe II para manifestar más su consideración al estado eclesiástico y tal vez estimulado por el ejemplo de su hijo, no permitió ya que le besasen la mano los sacerdotes como dice don Alonso Carrillo en su Origen de la dignidad de grande.
Siguió la misma costumbre Felipe III, en cuyo tiempo pasó lo de aquel estudiante de Salamanca a quien los reyes no dieron a besar la mano pensando que era de misa por los hábitos largos que traía. En el reinado de Felipe IV continuaron los eclesiásticos gozando de esta prerrogativa hasta que después el mismo clero promovió su abolición con objeto de ser los primeros en dar ejemplo de la veneración que se debe a los príncipes.
En las capitales de provincia de la península y de América se llama también besamanos y con más propiedad recibir en corte, la especie de felicitación que en representación de la corona reciben las primeras autoridades en los días solemnes llamados de corte a cuyo acto suelen concurrir por un orden establecido todas las corporaciones y funcionarios públicos con lujosos uniformes.

## El besamanos en Portugal y Brasil
En el Portugal monárquico, la ceremonia del besamanos (en portugués: beija-mão) databa de la Edad Media. Un monarca que la practicó con particular predilección fue don Juan VI, tanto en Lisboa como en su exilio en Brasil. Esta costumbre fue continuada por sus descendientes imperiales Pedro I y Pedro II hasta muy entrado el siglo XIX.